# Walter Röber

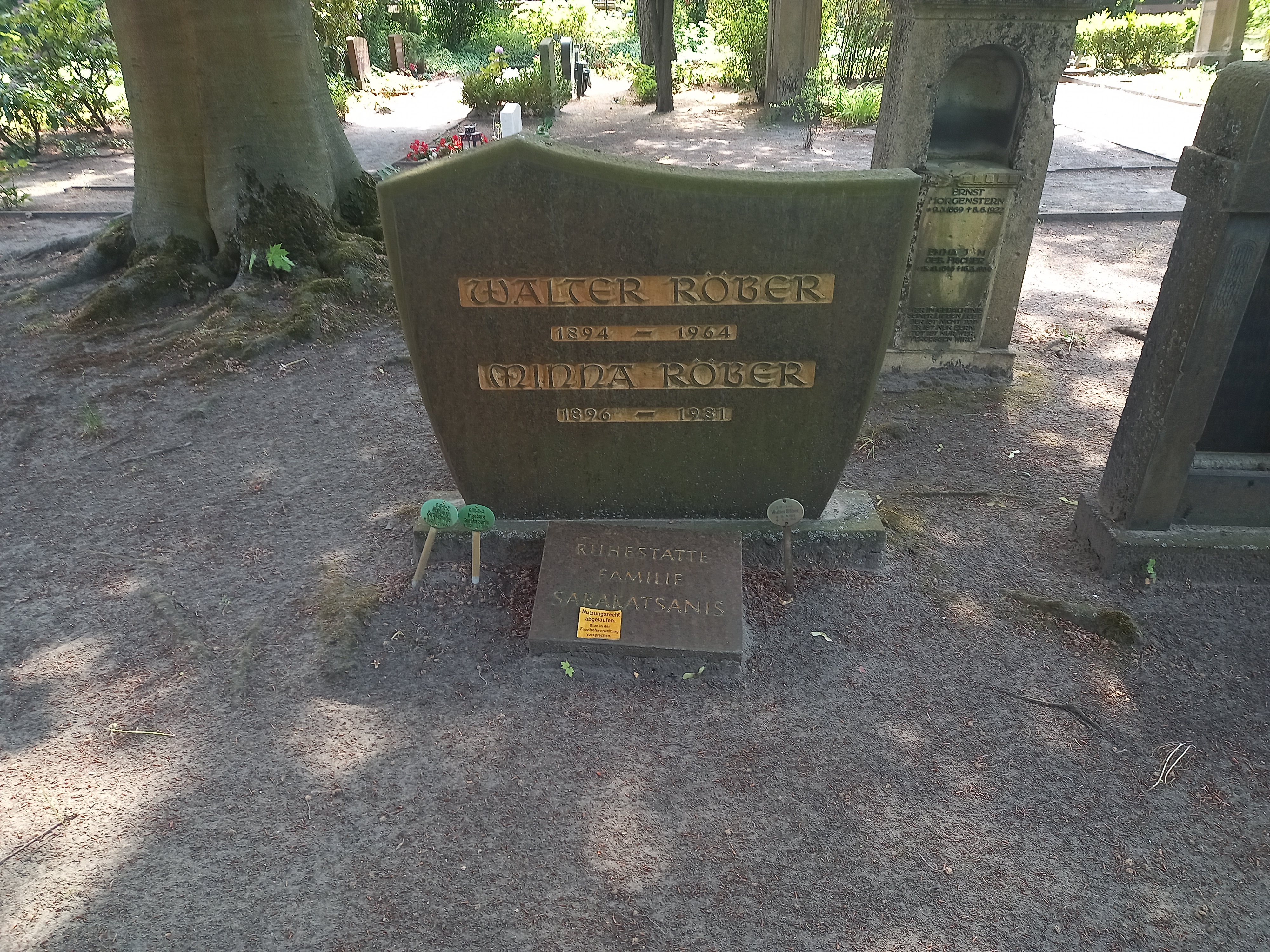
Das Grab von Walter Röber und seiner Ehefrau Minna auf dem Urnenfriedhof Gerichtstraße in Berlin

Walter Röber (* 16. September 1894 in Magdeburg; † 5. Oktober 1964 in Berlin) war ein deutscher Politiker (SPD).
Röber wurde Versicherungsangestellter, trat dem Zentralverband der Angestellten bei und wurde 1912 Mitglied der SPD. Im Ersten Weltkrieg war er Soldat und wurde schwer verwundet. 1919 wurde er Gauleiter des Reichsbunds der Kriegsbeschädigten in der Provinz Sachsen und Mitbegründer des Reichsbanners Schwarz-Rot-Gold. Seit 1924 war Röber Mitglied der Stadtverordnetenversammlung in Magdeburg und des Provinziallandtags Sachsen. Ebenso war Röber Mitbegründer des Vereins "Ortsausschuss für Arbeiterwohlfahrt" in Magdeburg im Jahr 1927. Durch die „Machtergreifung“ der Nationalsozialisten 1933 wurde er arbeitslos und mehrfach in „Schutzhaft“ genommen. Erst 1940 konnte er Arbeit in einem elektrochemischen Werk in Berlin finden.
Nach dem Zweiten Weltkrieg wurde Röber wieder politisch aktiv und trat sofort dem Freien Deutscher Gewerkschaftsbund (FDGB) bei. Wegen der zunehmend schwierigen Verhältnisse wechselte er 1948 zur Unabhängigen Gewerkschaftsopposition (UGO), um schließlich 1950 bei der Deutschen Angestellten-Gewerkschaft (DAG) zu bleiben.
Röber wurde bei der ersten Wahl zur Stadtverordnetenversammlung von Groß-Berlin 1946 gewählt. Wenige Wochen später wurde er zum Bezirksbürgermeister von Berlin-Wedding gewählt. 1956 legte er wegen seiner angeschlagenen Gesundheit sein Amt nieder.
Zu seiner Erinnerung ist die Walter-Röber-Brücke im Zuge der Wiesenstraße im Bereich Berlin-Gesundbrunnen über die Panke nach ihm benannt worden.